# FS ALe 840
Les FS ALe.840 et les remorques associées Le.840 sont un modèle d'automotrices légères électriques (ALe) des chemins de fer italiens FS construites entre 1949 et 1954. Les automotrices et leurs remorques sont techniquement et structurellement identiques, à l'exception de l'absence de motorisation, ce qui rendra possible la construction de cinq automotrices supplémentaires en 1960-1962 par conversion de remorques (ALe.840.069 à 073).
Destinées aux trains régionaux, elles ne possèdent que des sièges de 3e puis 2e classe. Il s'agit d'une évolution des ALe.883 mises au point avant la guerre et elles s'en distinguent par leurs cabines aérodynamiques à chaque extrémité, avec un système intégrant une intercirculation repliable.
Comme de coutume, tous les matériels roulants des FS sont conçus par le bureau d'études des FS (Ufficio Studi Locomotive - Servizio FS Materiale e Trazione) qui les a fait construire par des sociétés italiennes, après un appel d'offres. 